# Goldsteinschule
Die Goldsteinschule ist eine Grundschule mit Eingangsstufe in der Siedlung Goldstein im Stadtteil Schwanheim von Frankfurt am Main. Die Gebäude befinden sich direkt am Goldsteinpark.

## Unterricht
In der Eingangsstufe können Kinder aufgenommen werden, die bis zum 30. Juni eines Jahres das fünfte Lebensjahr vollenden. Innerhalb von zwei Schuljahren werden sie kontinuierlich an die Lern- und Arbeitsformen des Unterrichts an der Grundschule herangeführt. Auf die zweijährige Eingangsstufe folgt die dreijährige Grundschule. Die Förderstufe wurde zum Beginn des Schuljahres 2005/2006 aufgehoben.
Zu den besonderen Schulangeboten gehört der Französischunterricht sowie der herkunftssprachliche Unterricht in Arabisch und Türkisch.

## Geschichte

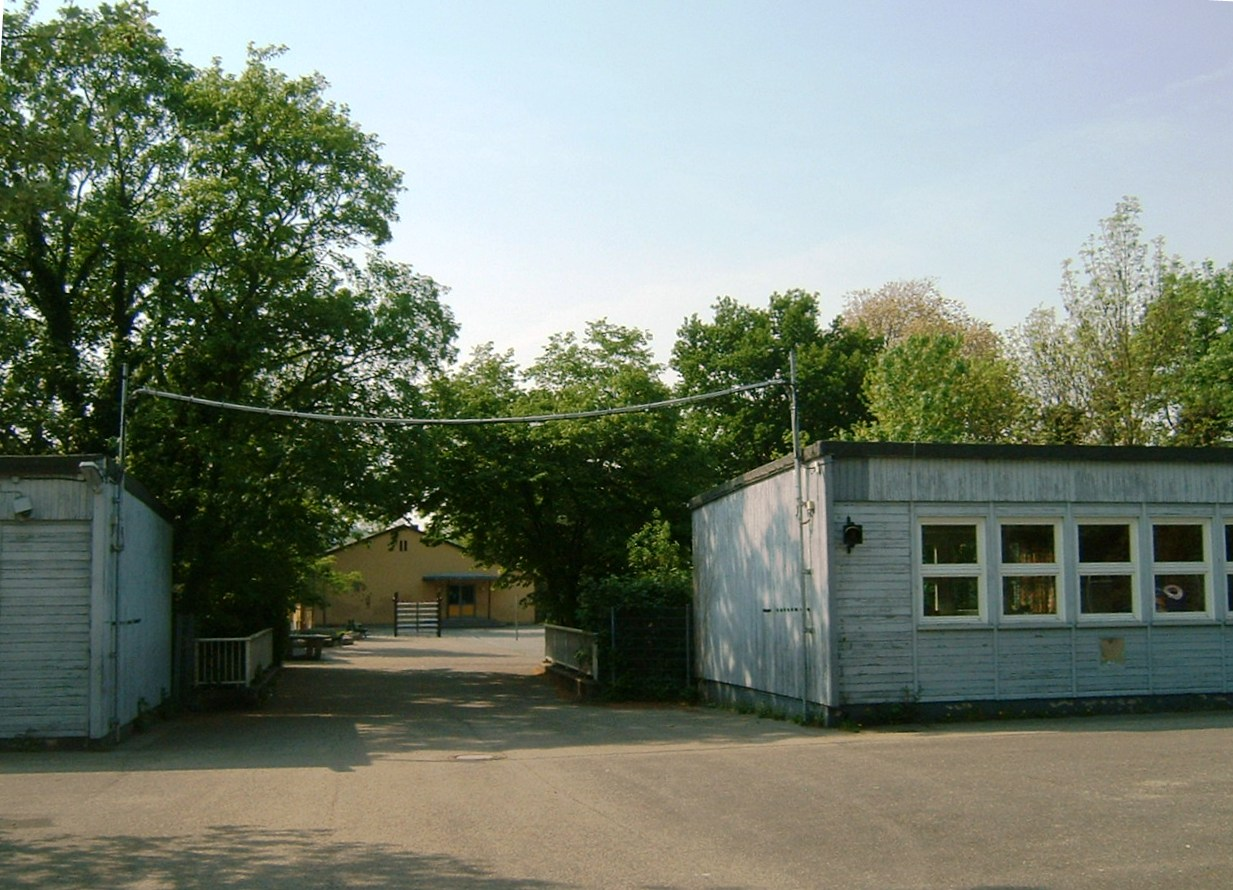
Baracke und Nebengebäude

Die Goldsteinschule wurde 1952 gegründet und besteht aus mehreren Gebäuden. Neben dem Haupthaus gibt es sechs kleinere Gebäude bzw. Baracken, sowie einen Neubau. Durch die Anzahl der kleinen Häuser gibt es einen vielseitigen Schulhof mit zahlreichen Spielmöglichkeiten (Torwand, Klettergerüst, Balancierparcour und anderem). Im Jahr 1975 gründet sich der Förderverein der Schule. In den 1970er Jahren wurde auch der Neubau errichtet. Heute sind dort fünf Klassenräume, ein neu ausgestatteter Computerraum, eine Aula sowie die Schulbibliothek untergebracht.